# Polycentropus telifer
Polycentropus telifer är en nattsländeart som beskrevs av Mclachlan 1884. Polycentropus telifer ingår i släktet Polycentropus och familjen fångstnätnattsländor. Inga underarter finns listade i Catalogue of Life.